# Common Hardware Reference Platform
La Common Hardware Reference Platform (CHRP) è una serie di specifiche hardware utilizzate dai primi sistemi basati su PowerPC. Come il predecessore PReP specificava i progetti e le caratteristiche hardware per i vari sistemi operativi (in particolare Mac OS, Windows NT e Unix) che avrebbero utilizzato le macchine. Gli unici sistemi basati su CHRP effettivamente commercializzati sono stati alcuni sistemi RS/6000 basati su AIX. I sistemi Apple Macintosh New World ROM sono parzialmente basati su CHRP/PReP. A differenza del predecessore PReP il CHRP era basato sull'Open Firmware e quindi poneva pochi vincoli al produttore hardware dato che OpenFirmware informava il sistema operativo delle specifiche tecniche dell'hardware, evitando di imporre quasi nessun componente obbligatorio.
Power.org attualmente lavora al Power Architecture Platform Reference. PAPR fornirà le specifiche dell'architettura Power necessarie per realizzare macchine basate su processori PowerPC, POWER e derivati basati su Linux. Le specifiche PAPR  dovrebbero essere fornite per la fine del 2006.